# 하치만야마역
하치만야마역(일본어: 八幡山駅)은 일본 도쿄도 스기나미구에 위치한 게이오 전철 게이오 선의 철도역이다. 역 번호는 KO 10이며, 섬식 승강장 1면 2선과 통과 전용 2선을 더한 총 1면 4선 구조의 복합 승강장을 갖춘 고가역이다.

## 타는 곳
| 1 | 게이오 선 | 하행 | 조후 · 하시모토 · 게이오하치오지 · 다카오산구치 방면   |
| 2 | 게이오 선 | 상행 | 메이다이마에 · 사사즈카 · 신주쿠 · 도영 신주쿠 선 방면 |

## 이용 현황
| 연도별 1일 평균 하차 승차 인원 | 연도별 1일 평균 하차 승차 인원 | 연도별 1일 평균 하차 승차 인원 |
| 연도                           | 평균 하차 인원                 | 평균 승차 인원                 |
| ------------------------------ | ------------------------------ | ------------------------------ |
| 1955년                         | 4,185                          |                                |
| 1960년                         | 8,499                          |                                |
| 1965년                         | 15,053                         |                                |
| 1970년                         | 16,741                         |                                |
| 1975년                         | 18,790                         |                                |
| 1980년                         | 18,307                         |                                |
| 1985년                         | 24,885                         |                                |
| 1990년                         | 29,314                         | 14,685                         |
| 1991년                         |                                | 15,333                         |
| 1992년                         | 15,296                         |                                |
| 1993년                         | 15,518                         |                                |
| 1994년                         | 15,441                         |                                |
| 1995년                         | 30,624                         | 15,464                         |
| 1996년                         |                                | 15,611                         |
| 1997년                         | 15,592                         |                                |
| 1998년                         | 16,003                         |                                |
| 1999년                         | 15,959                         |                                |
| 2000년                         | 31,595                         | 16,068                         |
| 2001년                         | 32,719                         | 16,824                         |
| 2002년                         | 34,126                         | 17,594                         |
| 2003년                         | 35,492                         | 18,296                         |
| 2004년                         | 35,639                         | 18,329                         |
| 2005년                         | 36,611                         | 18,709                         |
| 2006년                         | 38,082                         | 19,389                         |
| 2007년                         | 39,594                         | 20,104                         |
| 2008년                         | 39,784                         | 20,135                         |
| 2009년                         | 39,614                         | 20,030                         |
| 2010년                         | 40,583                         | 20,097                         |
| 2011년                         | 39,321                         | 19,866                         |
| 2012년                         | 39,627                         | 19,827                         |
| 2013년                         | 40,664                         |                                |
| 2014년                         | 40,711                         |                                |
| 2015년                         | 42,108                         |                                |
| 2016년                         | 42,570                         |                                |

## 역 주변
- 국도 제20호선
- 메이지 대학 하치만야마 그라운드
- 니혼 대학 하치만야마 종합 체육관 · 기숙사
- 도쿄 도립 마쓰자와 병원
- 도쿄 도립 주부 종합 정신 보건 복지센터
- 세타가야 구청 가미키타자와 마치즈쿠리 센터

## 인접 역
| 게이오 전철 게이오 선          | 게이오 전철 게이오 선 | 게이오 전철 게이오 선                       |
| ------------------------------ | --------------------- | ------------------------------------------- |
| KO 08 사쿠라조스이 신주쿠 방면 | ■ 쾌속                | 지토세 가라스야마 KO 12 게이오하치오지 방면 |
| KO 09 가미키타자와 신주쿠 방면 | ■ 각 역 정차          | 로카코엔 KO 11 게이오하치오지 방면          |